# Aeroporto de Qamdo Bangda
O Aeroporto Qamdo (Chamdo) Bangda (IATA: BPX, ICAO: ZUBD) (Chinês: 昌都邦达机场), localizado em Bangda, Qamdo, Tibete, China, é o segundo mais elevado do mundo, com altitude de 4334 metros. A pista 14/32 é a mais longa do mundo, com 5500 metros.

## Compahias e destinos
| companhias | destino        |
| ---------- | -------------- |
| Air China  | Lasa, Chengdu. |